# Nowe Niemyje
Nowe Niemyje – przysiółek wsi Budy Garlińskie w Polsce, położony w województwie mazowieckim, w powiecie mławskim, w gminie Szydłowo.
Do 2009 r. – część wsi Budy Garlińskie.